# واکسن فلج اطفال

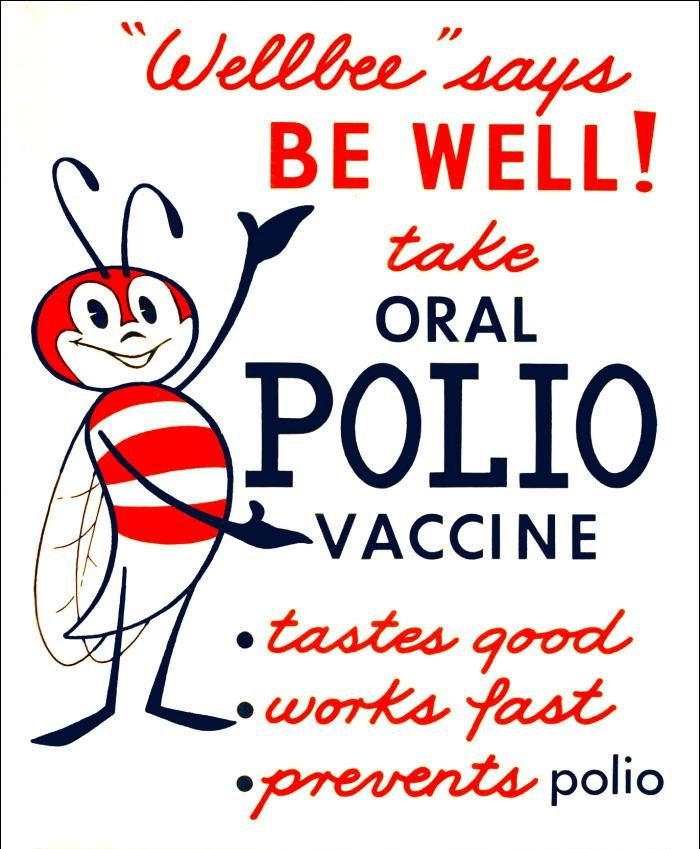
این پوستر مربوط به سال ۱۹۶۳ ویژه CDC نماد ملی بهداشت عمومی است که در آن "Wellbee" (یا زنبور سلامتی) مردم را به دریافت واکسن خوراکی فلج اطفال تشویق می‌کند.

واکسن فلج اطفال واکسن استفاده شده برای جلوگیری از بیماری فلج اطفال (پولیو) است. یک نوع از این واکسن از ویروس غیرفعال استفاده می‌کند و تزریقی است (IPV) در حالی که نوع دیگر با استفاده از تضعیف پولیو به‌دست می‌آید و خوراکی است. سازمان بهداشت جهانی توصیه می‌کند همه کودکان در برابر فلج اطفال واکسینه شوند. این دو واکسن، فلج اطفال را از بیشتر نقاط جهان حذف کرده‌اند و تعداد موارد در هر سال از حدود ۳۵۰٬۰۰۰ در سال ۱۹۸۸ به ۳۵۹ مورد در سال ۲۰۱۴ کاهش یافته‌است.
واکسن فلج اطفال از نوع ویروس غیرفعال شده بسیار امن است. قرمزی خفیف یا درد ممکن است در محل تزریق مشاهده شود. واکسن خوراکی فلج اطفال در حدود هر سه میلیون دوز سبب معلولیت ناشی از واکسیناسیون می‌گردد. هر دوی این واکسن‌ها به‌طور معمول در طول بارداری و در افراد مبتلا اچ آی وی/ایدز امن هستند اما در کل مشکلی ایجاد نمی‌کنند.
اولین واکسن فلج اطفال از نوع ویروس غیرفعال بود. این واکسن توسط جوناس سالک تهیه شد و در سال ۱۹۵۵ برای اولین بار مورد استفاده قرار گرفت. واکسن خوراکی فلج اطفال توسط آلبرت سابین طراحی و توسعه یافت. استفاده تجاری از آن در سال ۱۹۶۱ آغاز شد. این واکسن در فهرست داروهای ضروری سازمان جهانی بهداشت قرار دارد، که عبارت است از مهم‌ترین داروهای مورد نیاز در یک نظام سلامت پایه. از هزینه‌های عمده فروشی در حدود ۰٫۲۵ دلار به ازای هر دوز به صورت خوراکی است (ارقام سال 2014). در ایالات متحده هزینه آن بین ۲۵ و ۵۰ دلار برای غیرفعال فرم گزارش شده‌است.

## کاربردهای پزشکی

### برنامه
سازمان بهداشت جهانی سه یا چهار دوز را از سن دو ماهگی به بعد توصیه می‌کند. می‌توان آن را زودتر آغاز کرده‌اند اما پس از آن دوز اضافی مورد نیاز است.